# Rick Crawford
Eric Alan «Rick» Crawford (Homestead, Florida; 22 de enero de 1966) es un político estadounidense que representa al 1.ᵉʳ distrito congresional de Arkansas en la Cámara de Representantes de los Estados Unidos desde 2011. Es miembro del Partido Republicano. Antes de ser elegido para el Congreso, era locutor de radio, hombre de negocios y soldado del Ejército de los Estados Unidos.

## Biografía

### Primeros años y educación
Nació en la base de la Fuerza Aérea de Homestead en Florida, hijo de Ruth Anne y Donnie J. «Don» Crawford. Creció en una familia de militares; su padre sirvió en la Fuerza Aérea de los Estados Unidos. Se graduó de la escuela secundaria Alvirne en Hudson, New Hampshire. Se alistó en el Ejército de los Estados Unidos y se desempeñó como técnico de eliminación de artefactos explosivos asignado al 56.º destacamento de Artillería en Fort Indiantown Gap, en Pensilvania. Dejó el ejército después de cuatro años de servicio con el rango de sargento. Después de su servicio, asistió a la Universidad Estatal de Arkansas en Jonesboro, Arkansas, y se graduó en 1996 con una licenciatura en Economía y Negocios Agrícolas.

### Rodeo y carrera musical
En 1993, resultó gravemente herido en un accidente de rodeo. Hizo la transición a una carrera en locutores de radio para el evento. También lanzó una carrera musical y se le ha llamado «vaquero cantante», ya que a veces interpretaba su música mientras montaba a caballo. En 1994, Legacy, Inc. lanzó su álbum Crackin' Out, grabado en Haage Studios en Kirbyville, Misuri.

### Carrera radiofónica
Fue presentador de noticias y reportero agrícola en KAIT-TV en Jonesboro y director agrícola en KFIN-FM. Era dueño y operaba AgWatch Network, una red de noticias agrícolas que se escuchaba en 39 estaciones de radio en Arkansas, Misuri, Tennessee, Misisipi y Kentucky.

### Cámara de Representantes de Estados Unidos
El 5 de enero de 2011, prestó juramento como miembro del 112.º Congreso. Es el primer republicano en representar a su distrito desde la Era de la Reconstrucción. El último republicano en representar el distrito fue Asa Hodges, quien dejó vacante el escaño el 3 de marzo de 1875. Crawford es miembro del Comité de Estudio Republicano.
En 2010, firmó un compromiso patrocinado por Americans for Prosperity para votar en contra de cualquier legislación sobre el calentamiento global que aumente los impuestos.
Apoyó la orden ejecutiva del presidente Donald Trump de 2017 para imponer una prohibición de viajar a Estados Unidos por parte de ciudadanos de siete países de mayoría musulmana, y dijo que la orden estaba «diseñada para mantener a nuestra nación más segura», pero que «los titulares de tarjetas verdes y los ayudantes de se debe permitir la entrada al ejército estadounidense».
Votó a favor de la Ley de Empleos y Reducción de Impuestos de 2017. Él creía que el proyecto de ley facilitaría a las personas la presentación de sus impuestos y que «la gran mayoría de las familias de ingresos medios en su distrito se quedarán con más dinero para usarlo como deseen». También creía que las empresas locales contratarían más y aumentarían el salario de los empleados a raíz de la implementación del proyecto de ley.
En 2019, recibió una amenaza de muerte por parte de James Powell, un residente de Arkansas de 43 años. Powell fue acusado de «amenazas terroristas en primer grado» después de una investigación realizada por la Policía del Capitolio y el FBI. El cargo conlleva una sentencia máxima de seis años de prisión y una multa de $ 10 000.
Se opuso a Obergefell vs. Hodges: la Corte Suprema dictaminó que las prohibiciones del matrimonio entre personas del mismo sexo eran inconstitucionales.
En diciembre de 2020, fue uno de los 126 miembros republicanos de la Cámara de Representantes que firmaron un informe amicus curiae en apoyo de Texas vs. Pensilvania, una demanda presentada en la Corte Suprema de los Estados Unidos impugnando los resultados de las elecciones presidenciales de 2020, en las que Joe Biden derrotó a Trump. La Corte Suprema se negó a escuchar el caso sobre la base de que Texas carecía de legitimación conforme al Artículo III de la Constitución para impugnar los resultados de una elección realizada por otro estado.
Hasta octubre de 2021, había votado de acuerdo con la posición declarada de Joe Biden el 7,5 % de las veces.

### Inmigración
Crawford patrocinó la H.R. 6202, la Ley de la Fuerza Laboral Tecnológica Estadounidense de 2021, presentada por el representante Jim Banks. Esta legislación establecería un salario mínimo para el programa de visas H-1B para trabajadores altamente calificados, reduciendo significativamente la dependencia de los empleadores en este programa. La ley también eliminaría el programa de Entrenamiento Práctico Opcional, que permite a los graduados extranjeros quedarse y trabajar en los Estados Unidos.

### Legislación
El 18 de enero de 2013, Crawford presentó la Ley de Administración Ambiental de Tierras por Agricultores (H.R. 311; 113.º Congreso). Esta ley exigiría a la Agencia de Protección Ambiental (EPA) modificar la regla de Prevención, Control y Contramedidas de Derrames (SPCC), que regula los derrames de petróleo en aguas navegables y costas adyacentes. La regla requiere que ciertos agricultores desarrollen un plan de prevención de derrames de petróleo certificado por un ingeniero profesional y puede requerir que realicen cambios en la infraestructura. Según los partidarios, la ley "aliviaría la carga impuesta a los agricultores y ganaderos" al facilitar la auto-certificación para granjas más pequeñas y aumentar el nivel de capacidad de almacenamiento bajo el cual las granjas están exentas.

### Veteranos
Crawford votó en contra de la Ley PACT, que amplió los beneficios de la VA para veteranos expuestos a químicos tóxicos durante su servicio militar. En cuanto al cannabis, a pesar de la presión de organizaciones de veteranos como la DAV, Crawford también votó en contra de la Ley MORE de 2022.

### Vida personal
Crawford y su esposa, Stacy, viven en Jonesboro con sus hijos. Asiste a la Iglesia Bautista Central, una congregación bautista del sur en Jonesboro.